# Poiseuille (unità di misura)
Il poiseuille (simbolo: Pl) è un'unità di misura della viscosità, ed è equivalente a un pascal secondo. Nel sistema cgs si utilizza invece il poise, di simbolo P.
Entrambe le unità di misura prendono il nome da Jean Léonard Marie Poiseuille, medico, fisiologo e fisico francese.
{\displaystyle {\rm {1~Pl=1~Pa\cdot s=1~{\frac {kg}{m\cdot s}}}}}

## Esempi di alcuni ordini di grandezza

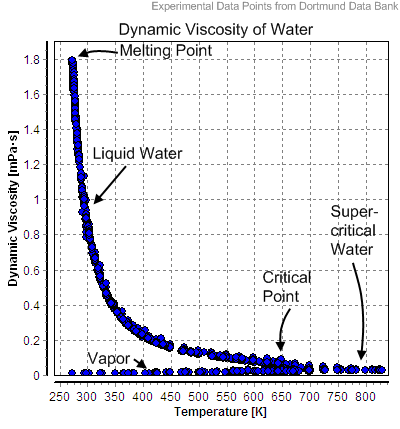
Andamento della viscosità dell'acqua con la temperatura

| 1 mPl | viscosità dell'acqua a temperatura ambiente |
| 3 mPl | viscosità del piombo                        |

## Comparazione con altre unità di viscosità
| 1 P  | 0,1 Pl |
| 1 cP | 1 mPl  |